# Вивірка звичайна
Запит Білка перенаправлено сюди. Для інших значень див. Білка (значення)

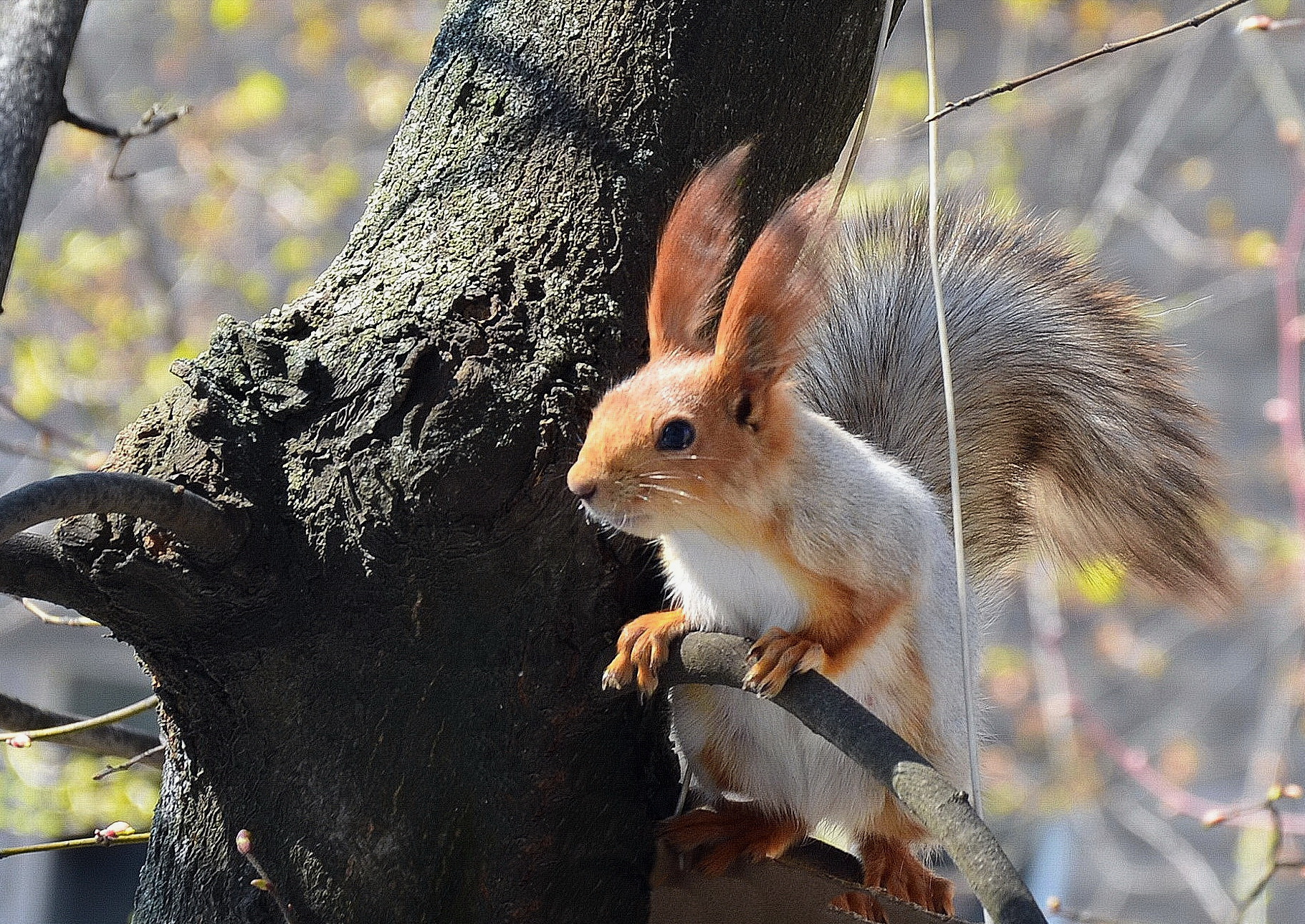
Вивірка звичайна (Sciurus vulgaris)

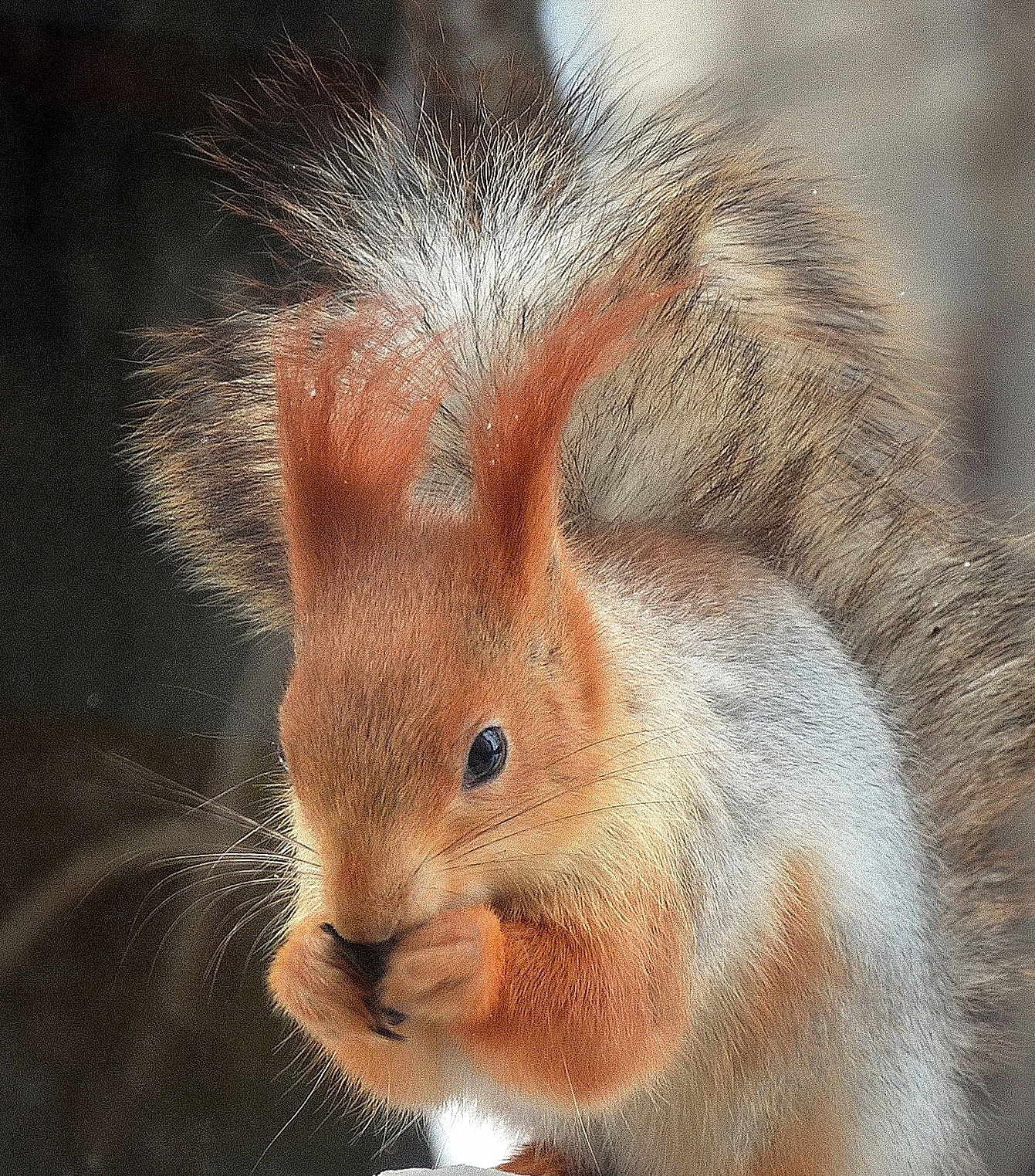
Вивірка звичайна (Sciurus vulgaris)

Ви́вірка звича́йна (Sciurus vulgaris), або білка — вид ссавців родини вивіркових, представник надряду гризунів. Поширений у Євразії, веде деревний спосіб життя. Характеризується червоним, чорним, коричневим або сірим спинним забарвленням; білим чи кремовим черевним забарвленням; масою 235–480 грамів; пухнастим хвостом та вмінням спритно переміщатися по деревах. Раціон в основному вегетаріанський, складається з насіння, жолудів, грибів, рослин, іноді споживає тваринну здобич. Відіграє важливу роль у екосистемі, сприяючи поширенню насіння рослин.

## Назва

### Перелік найпоширеніших назв
- Ви́вірка звича́йна[3][4],
- Ви́вірка лісова́[5]
- Ви́вірка руда́[5] (ст.-укр. вѣверица[6][7][8])
- Білка[9] (ст.-укр. бѣль[10], ст.-укр. бѣлка)[11]
- Білиця[12] (ст.-укр. бѣлица)[13]

### Термінологія
Цей вид вивірок має надзвичайно велику кількість вернакулярних назв. У літописних джерелах його називали віверицею, пізніше — виверицею, у суміжних мовах отримали поширення дуже різноманітні словоформи на основі «vever» — біл. вавёрка, лит. voverė, чеськ. veverka, словац. veverica, рум. veveriţă тощо. Східні популяції іменують «векша» (європейська частина Росії) та «телеутка» (Сибір, Алтай). Остання форма інтродукована в Україні.
На початку XX століття в українській мові Наддніпрянщини на позначення цього виду здебільшого використовували слово білка, про що свідчить зокрема Іван Огієнко у своєму Стилістичному словнику української мови (вид. у Львові 1924 р.). Більшість загальних словників української мови різних часів (зокрема словник Грінченка 1907 р., Історичний словник під редакцією Тимченка, Енциклопедія українознавства під редакцією Кубійовича) подають слова білка та вивірка як синоніми, а той же Іван Огієнко надає терміну вивірка перевагу. Зараз семантичної відмінності між словами білка та вивірка немає, це синоніми, і викидати жодне з них немає потреби.

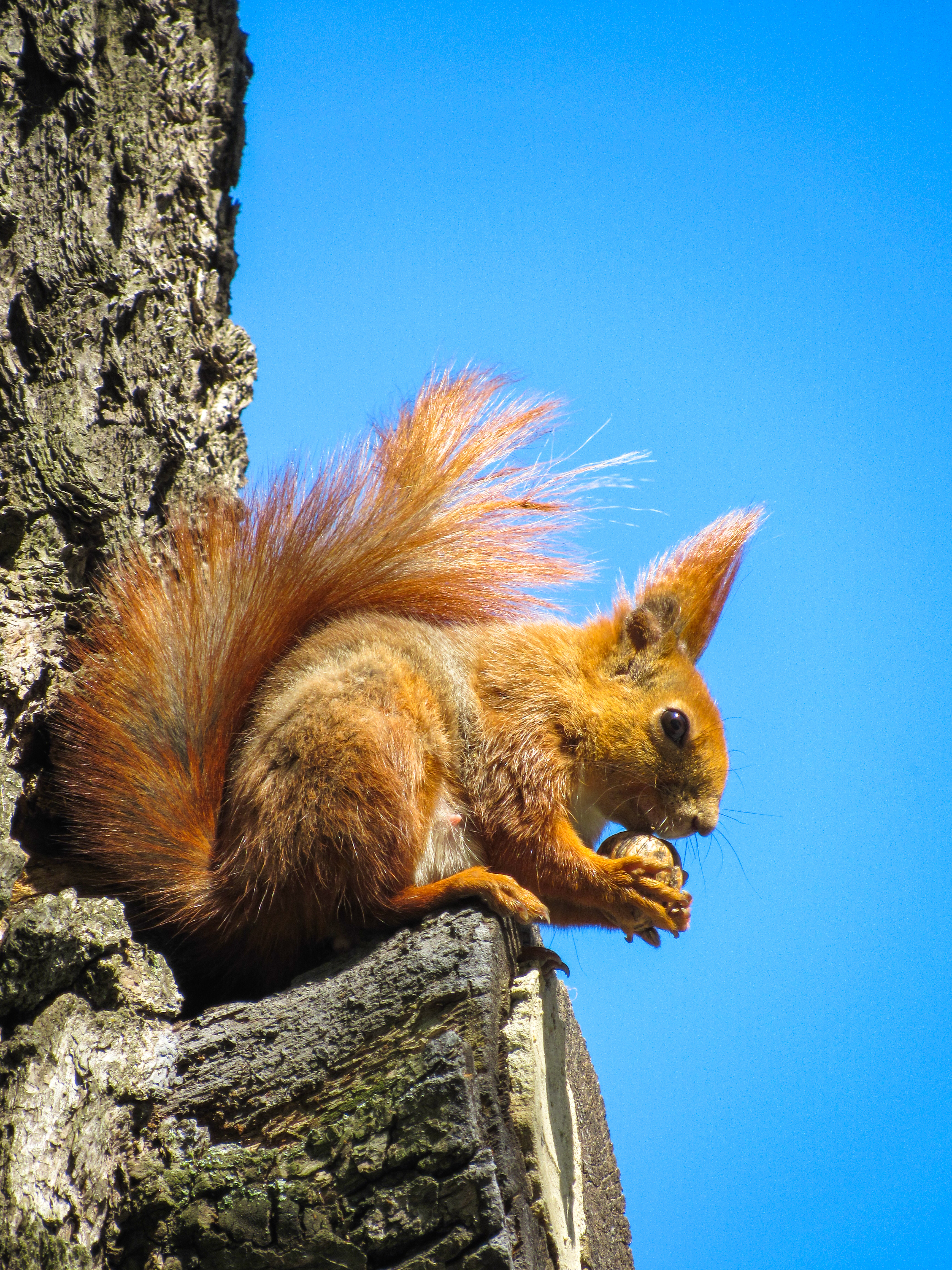
Важливим елементом харчового раціону вивірок є горіхи

Етимологічно походження слова білиця (білка) виводять від давньої традиції іменувати коштовне (насамперед кунове) хутро як «біле». Згідно з 7-томним Етимологічним словником української мови в давньоукраїнських текстах слово білка позначало лише рідкісний вид білих вивериць («бѣла вѣверица»). Імовірно, це слово почало витісняти слово вивірка на Наддніпрянщині з XIV ст.

## Класифікація
Підвиди

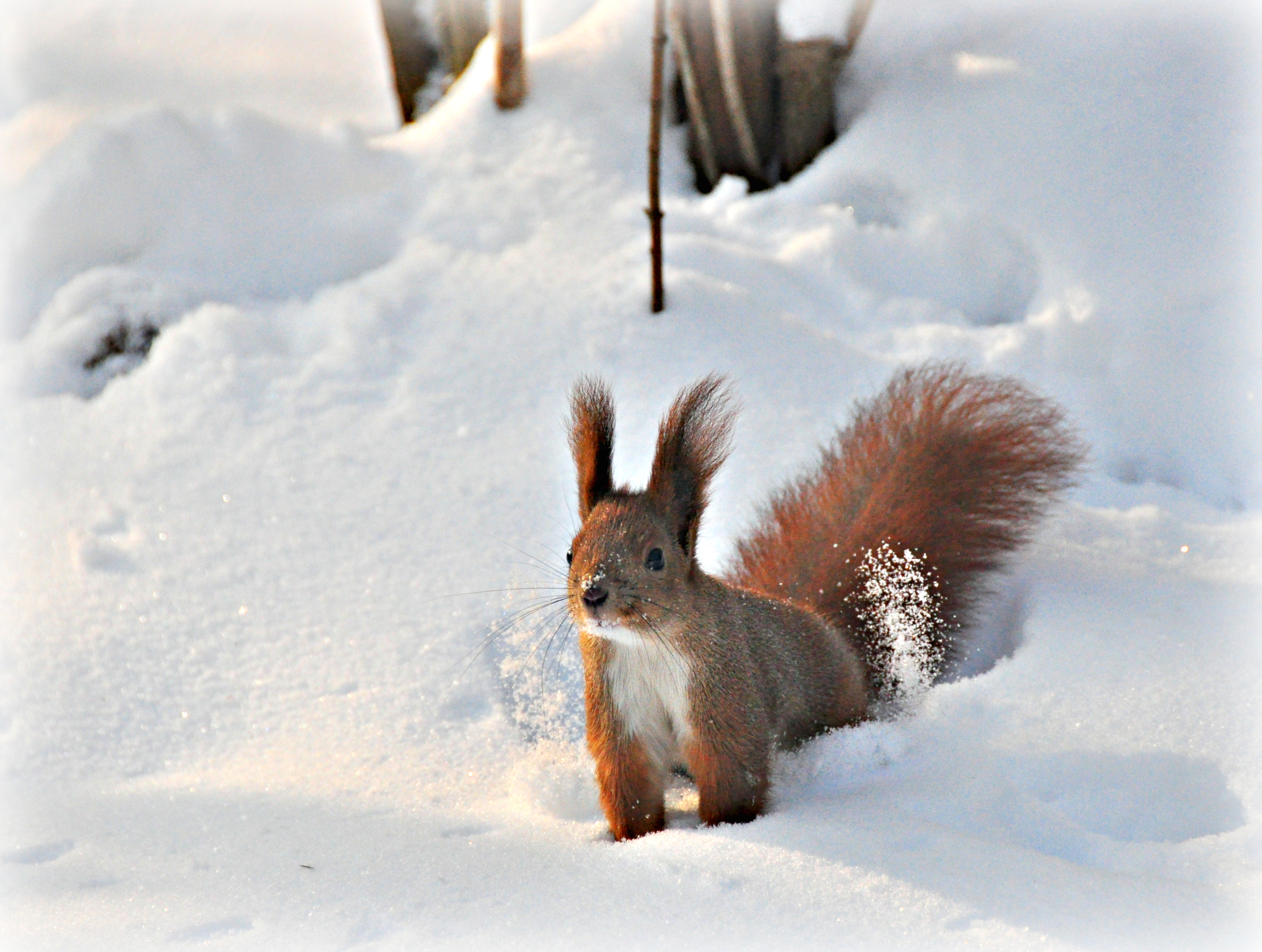
Вивірка взимку (Стрийський парк у Львові)

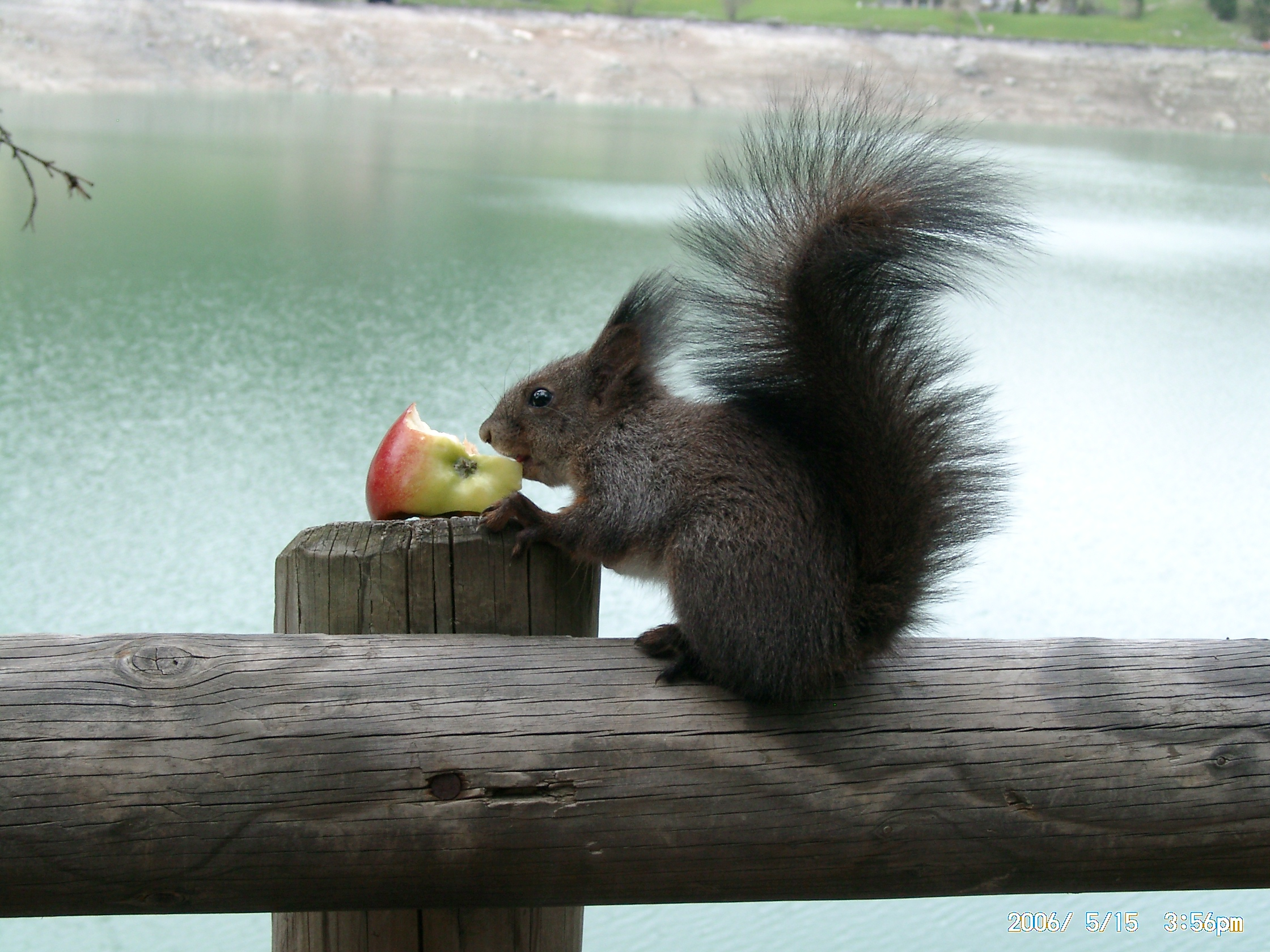
Вивірка біля людей

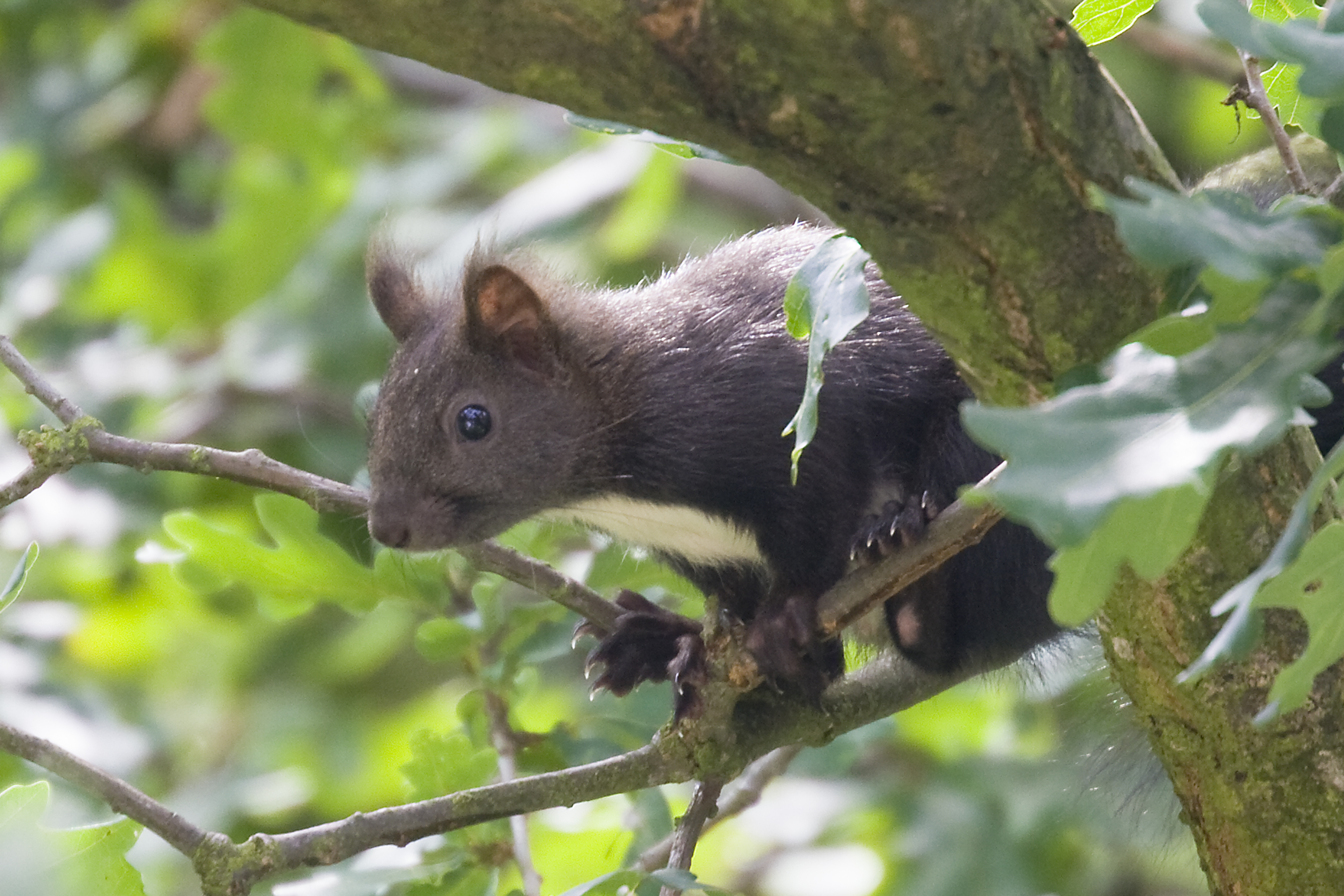
Вивірка у природі

- S. v. altaicus Serebrennikov, 1928
- S. v. anadyrensis Ognev, 1929
- S. v. argenteus Kerr, 1792
- S. v. balcanicus Heinrich, 1936
- S. v. bashkiricus Ognev, 1935
- S. v. exalbidus Pallas, 1778 — вивірка телеутка (сибірська). Поширена в Сибіру й на Алтаї, акліматизована в Криму й Подінців'ї.
- S. v. fuscoater Altum, 1876
- S. v. fusconigricans Dvigubsky, 1804
- S. v. infuscatus Cabrera, 1905
- S. v. italicus Bonaparte, 1838
- S. v. jacutensis Ognev, 1929
- S. v. jenissejensis Ognev, 1935
- S. v. leucourus Kerr, 1792
- S. v. mantchuricus Thomas, 1909
- S. v. meridionalis Lucifero, 1907
- S. v. ognevi Migulin, 1928 — Басейн Оки, Росія
- S. v. orientis — Вивірка хоккайдоська (яп. 蝦夷栗鼠, エゾリス). Поширена на острові Хоккайдо, Японія.
- S. v. rupestris Thomas, 1907
- S. v. vulgaris Linnaeus, 1758

## Поширення
Вивірка поширена по всій лісовій зоні Євразії, включаючи гірські райони. Висотний діапазон проживання: 0–3100 м. Населяє хвойні ліси, листопадні ліси, парки, сади, невеликі деревостани хвойних порід.
В Україні вивірки мешкають переважно в межах лісової зони (Полісся, Лісостеп), проте завдяки численним спробам їх розселення зустрічаються у паркових зонах і приміських лісах багатьох районів, у тому числі й у межах степової зони (наприклад, Донецьк, Дніпро, Луганськ).
На північний схід від України поширений підвид Sciurus vulgaris ognevi Migulin, 1928 відомий як "вєкша", або "бєлка".

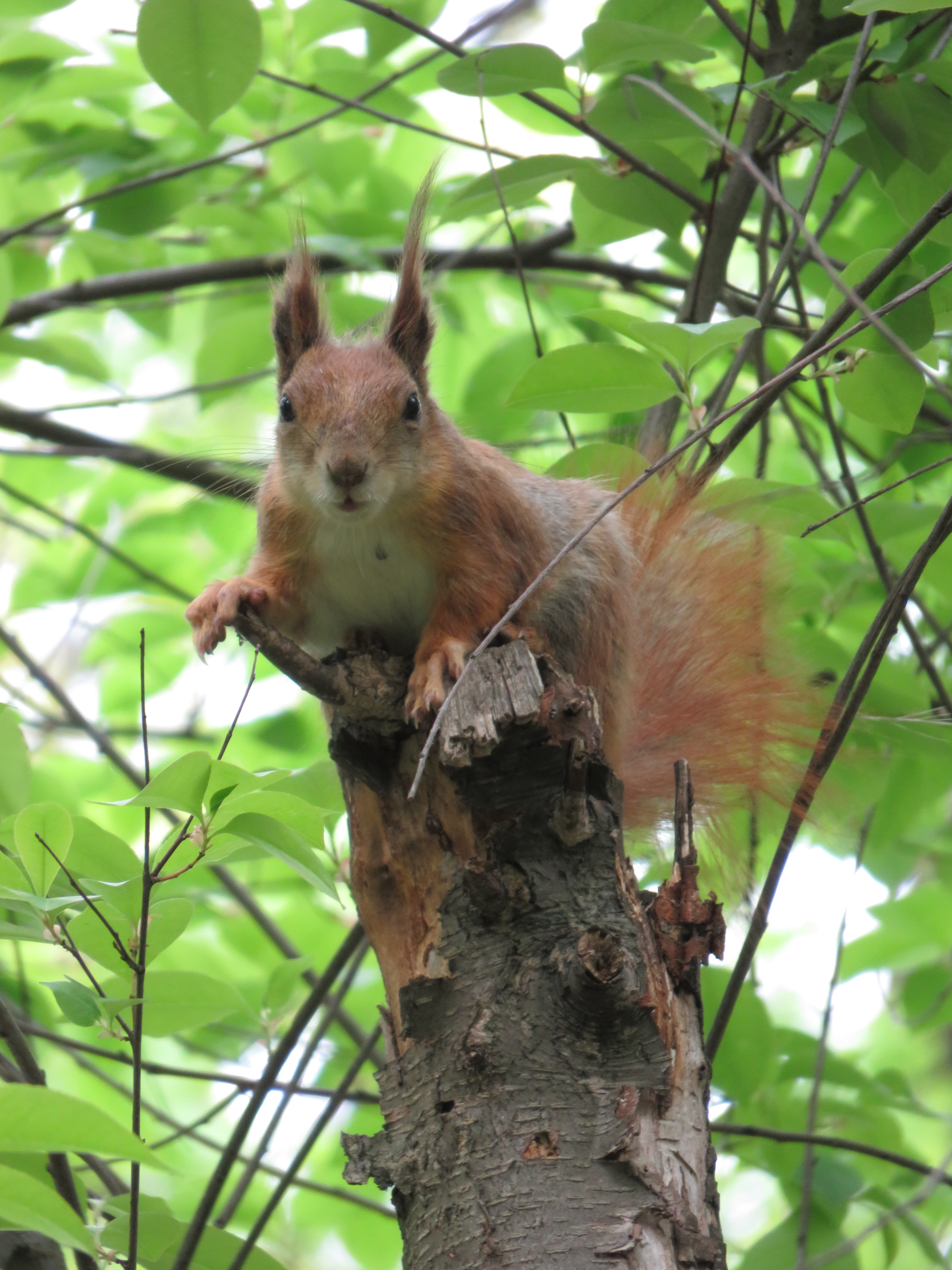
Вивірка звичайна (Sciurus vulgaris) у Голосіївському парку ім. М. Рильського, Київ

В Україні цей вид представлений чотирма підвидами:
- Вивірка українська — на схід від Дніпра,
- Вивірка Кесслера — на захід від Дніпра,
- Вивірка карпатська — в Карпатах,
- Вивірка телеутка — акліматизована в Криму і в Подінців'ї.

Чисельність вивірок коливається в залежності від кліматичних умов і від врожаю основної поживи — насіння хвойних і бука. Найчисленнішою в Україні є вивірка карпатська, кількість якої в роки масового її розмноження досягає 114 особин на 1000 га лісових угідь.
Вивірка звичайна має велике промислове значення як хутровий звір. В Україні промисел вивірок раніше здійснювали в Карпатах і на Поліссі.

## Морфологія
S. vulgaris не проявляє статевий диморфізм у розмірах або кольорі хутра. Розміри (у мм): довжина тіла і голови, 206–250, довжина хвоста, 150–205, довжина задніх ступень, 51–63, довжина вуха, 25–36.
Спинне хутро рівномірно темне, але варіює в кольорі від темно-коричневого до червоно-коричневого або від яскраво-каштанового до сіро-коричневого або чорного. Зимове хутро товсте, від темно-червоного до коричневого, сірого або майже чорного кольору на верхніх частинах тіла; густий червоно-коричневий чуб на вухах 2,5–3,5 см довжиною; хвіст має густе волосся від темного червоно-коричневого чи чорного кольору. Низ блідий, білий або кремовий. Літнє хутро червонувато-коричневого або каштанового кольору зверху; вушний чуб малий або відсутній; хвіст негусто вкритий волоссям від каштанового до кремово-білого кольору.
Колір має широку географічну варіацію. Спинний колір може бути від темно-червоного до коричневого, сірого, синюватого кольору. Хвіст, ноги, вуха і пучки волосся на вухах можуть бути одного кольору або контрастні зі спиною. Зубна формула: i 1/1, c 0/0, p 2/1, m 3/3 = 22.
2n = 40, FN = 70 і 72.

## Відтворення
Розмноження може відбуватися з грудня-січня, коли самці та самиці 9–10 місяців і старші стають сексуально активними, до серпня — початку жовтня, коли останній виводок перестає годуватися молоком. Два піки розмноження є протягом одного року зі спаровуванням взимку і навесні, що веде до весняних (лютий — квітень) та літніх (травень — серпень) приплодів, відповідно. Система парування: полігамно-безладна. Вагітність триває 38–39 днів, народжується від 4 до 10 (найчастіше 5—7) дитинчат. Малюки сліпі, глухі та голі при народженні, маса 10–15 г. Волосся покриває тіло за 21 день. Слух з'являється на 28–35 день, відкриваються очі на 28–32 день, годування молоком триває 8—10 тижнів чи більше.

## Мінливість
Вид надзвичайно мінливий за забарвленням і особливостями біології та екології. Окремі групи підвидів мають власні імена.
Зокрема, у Карпатах та багатьох інших гірських регіонах мешкають темно-бурі (майже чорні) вивірки. На сході Європи мешкають світлі форми, яких в європейській частині Росії називають «векша»  [Архівовано 24 вересня 2015 у Wayback Machine.].
Далі на схід — у Сибіру, на Алтаї та інших місцевостях мешкає особлива група підвидів, що має назву «телеутка»  [Архівовано 24 вересня 2015 у Wayback Machine.] — вивірки з сірим (особливо у зимовий час) забарвленням хутра, часто з особливим ледь помітним хвилястим малюнком.
Багато описів стосується мінливості забарвлення хутра. Розрізняють «сірохвосток», «бурохвосток» тощо. В Україні проводять детальні дослідження мінливості чорної й червоної форм, які межують у Прикарпатті й Закарпатті (Зізда, 2006, 2008 та ін.).

## У культурі

### Геральдика
Вивірка лісова є видом-символом кількох міст. Зокрема, цей вид
- зображений на прапорі Ківерців і гербі цього міста
- зображений на прапорі Соснівки і гербі цього міста
- є одним із символів міста Гельсінки
- є центральним елементом родового герба Ахінґер

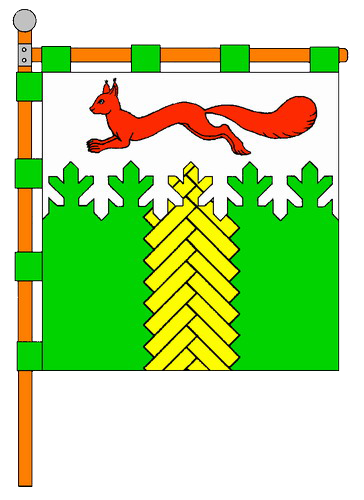
Прапор Ківерців (Волинська область)
Ахінґер (Wiewiórka) — польський родовий герб
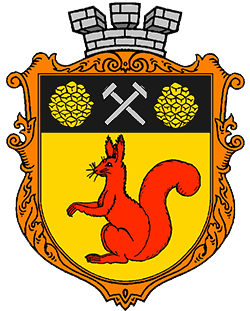
Герб Соснівки (Львівська область)

- вивірка зображена на білоруській 50-копійковій купюрі

### Фольклор
Вивірку часто згадують у фольклорі. Серед інших є українська народна казка «Дві вивірки», про ліниву й дбайливу вивірку, які врешті подружилися і разом запасали на зиму харчі.

### Рік вивірки (2020)
За традицією визначати вид як символ року Українське теріологічне товариство НАН України спільно з Національним науково-природничим музеєм НАН України обрали видом-символом 2020 року вивірку.
Одним із традиційних заходів стали підготовка та поширення добірки цікавих фактів про поточний вид-символ, і таку добірку вміщено на сайті Українського теріологічного товариства рік вивірки (Sciurus vulgaris) в Україні [Архівовано 6 квітня 2020 у Wayback Machine.]. Серед заходів — проведення фотоконкурсу «Вивірка в об'єктиві», підготовка наукових і популярних статей про вивірку в Україні, вміщення зображення вивірки на матеріали Українського теріологічного товариства, зокрема й на емблемі поточної 27 Теріологічної школи та обкладинці поточного тому журналу Theriologia Ukrainica.